# سيلانات

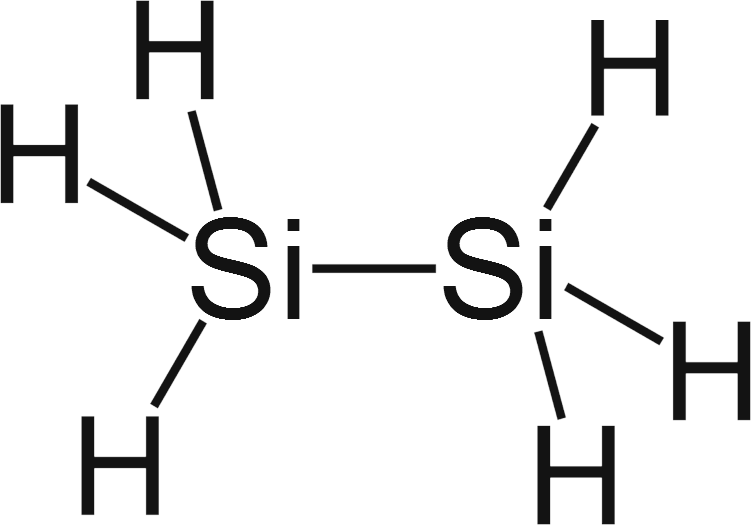
البنية الكيميائية لمركب ثنائي السيلان، وهو مشابه بنيوياً لمركب الإيثان.

السيلانات هي مركبات كيميائية من السيليكون والهيدروجين لها الصيغة العامة SixHy.
تتسم مركبات السيلانات بأنها مركبات مشبعة وتحوي على روابط من الشكل Si–H و Si–Si، وهي بذلك تعد مشابهات بنيوية للألكانات، وهي أيضاً ذات بنية جزيئية رباعية السطوح.
يبلغ طول الرابطة Si–H في مركبات السيلانات مقدار 146.0 بيكومتر، أما الرابطة Si–Si فيبلغ طولها 233 بيكومتر.
أشهر هذه المركبات هو أحادي السيلان SiH4 (ويسمى أيضاً بالسيلان فقط) وهو مناظر لمركب الميثان. وكذلك أيضاً مركب ثنائي السيلان Si2H6، الذي يناظر الإيثان؛ أما المركبات المتبقية فهي ذات أهمية نظرية وأكاديمية فحسب.